# Tilt - Tieni il tempo
Tilt - Tieni il tempo è stato un programma televisivo italiano di genere game show e musicale, andato in onda in prima serata su Italia 1 nell'estate 2024 con la conduzione di Enrico Papi.

## Il programma
Il programma, nato come successore dei game show Sarabanda (andato in onda su Italia 1 dal 1997 al 2004, nel 2005 e nel 2017 e su Canale 5 nel 2009) e Name That Tune - Indovina la canzone (andato in onda su TV8 dal 2020 al 2023), proponeva di mettere in gioco due squadre, ognuna formata da quattro VIP, attraverso esilaranti prove con un unico obiettivo in comune: la musica.

### Sfide
Le sfide che le squadre dovevano affrontare sono state in tutto dodici e per ogni puntata se ne disputavano otto.
- Microfono: in questa sfida, tre membri per squadra devono salire su un palco con delle cuffie e dei microfoni mentre uno rimane in postazione. I concorrenti sul palco, devono cantare una canzone, finché l'asta del microfono non arriva a terra, mentre l'altro deve indovinare il titolo esatto delle canzoni cantate dalla squadra, prenotandosi al pulsante. Finché non viene dato il titolo della canzone, l'asta del microfono continuerà a scendere fin quando non arriverà a terra e la squadra che al termine della prova avrà indovinato il maggior numero di canzoni guadagnerà il tempo. In caso di parità, si andrà allo spareggio dove partecipano i capitani di squadra e il primo che indovinerà il titolo della canzone mandata dalla regia, vincerà la manche.
- Otamatone: in questa sfida, ogni squadra deve indovinare delle canzoni, prenotandosi al pulsante, che vengono suonate dal conduttore con l'esilarante strumento musicale dell'otamatone. La squadra che per prima guadagna tre punti, si aggiudica la manche per guadagnare il tempo.
- Spintarella: in questa sfida, ogni squadra a bordo di una Fiat 500 d'epoca, deve far entrare un componente al volante e chi sta alla guida deve indovinare delle canzoni suonando il clacson. Ad ogni risposta esatta, alla macchina della squadra avversaria dovrà aggiungersi una persona da far entrare all'interno scelta dal giradischi; in caso contrario, uno dei "pesi" dovrà entrare all'interno della sua macchina. Al termine delle dieci canzoni, i tre membri della squadra fuori della macchina dovranno spingerla fino a raggiungere il traguardo e quella che l'avrà portata per prima avrà vinto la manche e guadagnerà il tempo.
- Quasi uguale: in questa sfida, un concorrente per squadra entra in una cabina insonorizzata e i compagni di squadra devono capire, attraverso il suo labiale e le sue movenze, in tre minuti il maggior numero di canzoni e interpreti di queste ultime. Al termine della prova, la squadra che avrà indovinato più risposte esatte, si aggiudicherà la manche e andrà a guadagnarsi il tempo.
- Disturbo: in questa sfida, un concorrente rappresentante la squadra deve cantare dentro una cabina di registrazione in novanta secondi, mentre gli altri devono rispondere correttamente a delle domande con quattro opzioni di risposta prenotando il pulsante abbinato alla risposta. In caso di risposta sbagliata, dalla cabina di registrazione si darà disturbo alla performance. Al termine della prova, il pubblico in studio voterà la performance migliore e la squadra che avrà ricevuto più voti vincerà il tempo.
- Cyclette: in questa sfida, un concorrente rappresentante la propria squadra deve pedalare sulla cyclette affinché si capiscano bene le canzoni. Dall'altra parte i restanti membri della squadra devono indovinarne il più possibile in tre minuti, prenotandosi al pulsante. Al termine della prova, la squadra che avrà indovinato più canzoni, guadagnerà il tempo.
- Al contrario: un concorrente rappresentante ogni squadra deve cantare al contrario delle canzoni che devono essere indovinate dalla squadra in due minuti di tempo. Al termine della prova, la squadra che avrà indovinato più canzoni, guadagnerà il tempo.
- Sfida Rap: in questa sfida, i concorrenti delle due squadre dovranno cantare su delle basi rap con parole assegnate dal disco su basi musicali che ne scandiscono il tempo. Alla fine della prova, il pubblico voterà le performance migliori e la squadra che avrà ricevuto più applausi vincerà la manche e andrà a guadagnarsi il tempo.
- Doccia: in questa sfida, ogni concorrente rappresentante la propria squadra deve rispondere correttamente alle domande poste del conduttore con quattro opzioni di risposta. In caso di risposta esatta, la doccia sarà attivata per l'avversario sennò per il concorrente stesso. Ad ogni errore, si regala un punto all'avversario. Al termine della prova, il concorrente che avrà indovinato quattro domande per primo, farà vincere la propria squadra e andrà ad aggiudicarsi il tempo.
- Tira la corda
- Abballo
- Chi sono

#### Secondi
Al termine di ogni sfida, sorteggiata da un giradischi che gira sul ledwall situato al centro dello studio, la squadra che vincerà quest'ultima guadagnerà dei secondi utili per il gioco finale, fino a un massimo di 30, sempre sorteggiati dallo stesso giradischi, se il giradischi finisce su una delle tre caselle TILT, i componenti della squadra giocheranno dovranno affrontare delle prove per vincere il doppio dei secondi guadagnati:
- Acuto: dove il componente della squadra che avrà avuto l'acuto più lungo di 30 secondi vincerà il doppio dei secondi guadagnati;
- Bowling umano: dove un componente della squadra deve entrare dentro una palla di plastica e dovrà abbattere dei birilli facendo strike in 30 secondi per vincere il doppio dei secondi guadagnati.
- Zebra a Pois: dove un componente della squadra deve stare 30 secondi in groppa ad una "Zebra" meccanica per vincere il doppio dei secondi guadagnati.

#### Finale
- Il tempo: in questa sfida finale, al termine delle otto manches precedenti, i concorrenti di ogni squadra devono prenotarsi al pulsante indovinando i titoli delle canzoni che ascolteranno nel tempo accumulato. Se una squadra non sa il titolo può passare e se gli avversari daranno il titolo esatto, perderanno cinque secondi. Al termine della manche finale, la squadra che avrà indovinato il maggior numero di canzoni, torna nella puntata successiva mentre l'altra verrà eliminata.

## Edizioni
| Edizione | Anno | Conduzione  | Periodo        | Periodo           | Puntate | Regia          | Studio                       |
| Edizione | Anno | Conduzione  | Inizio         | Fine              | Puntate | Regia          | Studio                       |
| -------- | ---- | ----------- | -------------- | ----------------- | ------- | -------------- | ---------------------------- |
| 1ª       | 2024 | Enrico Papi | 21 luglio 2024 | 1º settembre 2024 | 6       | Duccio Forzano | Teatro 7 degli Studios, Roma |

## Puntate e ascolti

### Prima edizione (2024)
La prima edizione di Tilt - Tieni il tempo è andata in onda di domenica in prima serata dal 21 luglio al 1º settembre 2024 per sei puntate con la conduzione di Enrico Papi dal teatro 7 degli Studios di Roma. 
| Puntata | Messa in onda     | Ascolti        | Ascolti | Ascolti | Concorrenti                 | Concorrenti        | Concorrenti   | Concorrenti | Concorrenti | Concorrenti                 | Concorrenti          | Concorrenti      | Concorrenti      | Concorrenti |
| Puntata | Messa in onda     | Telespettatori | Share   | Fonte   | Team 1                      | Team 1             | Team 1        | Team 1      | Team 1      | Team 2                      | Team 2               | Team 2           | Team 2           | Team 2      |
| ------- | ----------------- | -------------- | ------- | ------- | --------------------------- | ------------------ | ------------- | ----------- | ----------- | --------------------------- | -------------------- | ---------------- | ---------------- | ----------- |
| 1       | 21 luglio 2024    | 786 000        | 7,03%   | [ 4 ]   | Peppe Vessicchio (capitano) | Elisabetta Canalis | Marco Mazzoli | Paolo Noise | Vincitori   | Rita Pavone (capitano)      | Manuela Arcuri       | Jasmine Carrisi  | Joe Bastianich   | Eliminati   |
| 2       | 28 luglio 2024    | 525 000        | 5,01%   | [ 5 ]   | Peppe Vessicchio (capitano) | Elisabetta Canalis | Marco Mazzoli | Paolo Noise | Vincitori   | Ciro Immobile (capitano)    | Jessica Melena       | Giorgia Palmas   | Filippo Magnini  | Eliminati   |
| 3       | 4 agosto 2024     | 537 000        | 5,16%   | [ 6 ]   | Peppe Vessicchio (capitano) | Elisabetta Canalis | Marco Mazzoli | Paolo Noise | Vincitori   | Jake La Furia (capitano)    | Manuela Arcuri       | Paola Barale     | Simone Montedoro | Eliminati   |
| 4       | 18 agosto 2024    | 693 000        | 6,74%   | [ 7 ]   | Peppe Vessicchio (capitano) | Elisabetta Canalis | Marco Mazzoli | Paolo Noise | Vincitori   | Vladimir Luxuria (capitano) | Elisabetta Gregoraci | Pamela Camassa   | Valeria Marini   | Eliminati   |
| 5       | 25 agosto 2024    | 606 000        | 6,01%   | [ 8 ]   | Peppe Vessicchio (capitano) | Elisabetta Canalis | Marco Mazzoli | Paolo Noise | Vincitori   | Nicola Ventola (capitano)   | Federica Nargi       | Alessandro Matri | Stefania Orlando | Eliminati   |
| 6       | 1º settembre 2024 | 616 000        | 5,49%   | [ 9 ]   | Peppe Vessicchio (capitano) | Elisabetta Canalis | Marco Mazzoli | Paolo Noise | Vincitori   | Aldo Montano (capitano)     | Manuela Arcuri       | Paola Barale     | Valeria Marini   | Eliminati   |
| Media   | Media             | 627 000        | 5,90%   |         |                             |                    |               |             |             |                             |                      |                  |                  |             |

## Audience
| Edizione | Rete televisiva | Anno | Stagione | Programmazione | Programmazione | Programmazione | Programmazione | Programmazione | Programmazione | Programmazione | Collocazione | Media auditel  | Media auditel | Premiere       | Premiere | Finale         | Finale |
| Edizione | Rete televisiva | Anno | Stagione | L              | M              | M              | G              | V              | S              | D              | Collocazione | Telespettatori | Share         | Telespettatori | Share    | Telespettatori | Share  |
| -------- | --------------- | ---- | -------- | -------------- | -------------- | -------------- | -------------- | -------------- | -------------- | -------------- | ------------ | -------------- | ------------- | -------------- | -------- | -------------- | ------ |
| 1ª       | Italia 1        | 2024 | estate   |                |                |                |                |                |                |                | Prima serata | 627 000        | 5,90%         | 786 000        | 7,03%    | 616 000        | 5,49%  |

## Sigla
La sigla del game show, intitolata Tilt, è cantata dallo stesso conduttore Enrico Papi, rilasciata online il 6 giugno 2024.